# Pehr Danielsson Kernell
Pehr Danielsson Kernell, född 29 juni 1728 i Tryserums församling, Östergötlands län, död 15 oktober 1821 i Åsbo församling, Östergötlands län, var en svensk präst. 

## Biografi
Pehr Danielsson Kernell föddes  1728 i Tryserums socken. Han var son till kyrkoherden Daniel Kjernell i Gamleby församling och Christina Falk. Kernell blev 1747 student vid Uppsala universitet och prästvigdes 16 december 1753. Han blev 3 augusti 1758 komminister i Åsbo församling, tillträdde 1 november samma år. Kernell blev 9 december 1778 kyrkoherde i församlingen, tillträdde 1779 och blev 31 mars 1788 prost. Han var 15 maj 1793 – 1811 kontraktsprost i Göstrings kontrakt. Kernell avled 1821 i Åsbo socken.

### Familj
Kernell gifte sig 17 september 1758 med Anna Gråsten (1732–1808). Hon var dotter till komministern U. J. Gråsten i Östra Eds socken. De fick tillsammans barnen kyrkoherden Daniel Kernell (1759–1810) i Hallingebergs församling, kyrkoherden Ulrik Kernell (1761–1834) i Hallingebergs församling, kyrkoherden Per Kernell (1763–1807) i Hällestads församling, Hedvig Christina Kernell (född 1766), gift med komminister Gabriel Atterbom, Anna Katarina Kernell (född 1768), Beata Sara Kernell (1771–1799) och Ingeborg Helena Kernell (1775–1826).